# When the Stillness Comes
When the Stillness Comes è un singolo del gruppo musicale statunitense Slayer, pubblicato il 18 aprile 2015 come primo estratto dall'undicesimo album in studio Repentless.

## La canzone
Interamente composto dal chitarrista Kerry King, si tratta del primo singolo uscito a distanza di cinque anni da World Painted Blood, nonché il secondo brano tratto da Repentless reso disponibile per l'ascolto da parte del gruppo (il primo è stato Implode).
Il singolo è stato pubblicato in formato 7" e in edizione limitata a 5000 copie in occasione dell'annuale Record Store Day, per poi venir reso disponibile anche in formato digitale attraverso l'iTunes Store.

## Tracce
1. When the Stillness Comes (Early Version) – 4:20 (Kerry King)
2. Black Magic (Live at Wacken 2014) – 3:41 (testo: Kerry King – musica: Jeff Hanneman, Kerry King)

## Formazione

### Gruppo
- Tom Araya – voce, basso
- Kerry King – chitarra
- Gary Holt – chitarra
- Paul Bostaph – batteria

### Produzione
- Terry Date – produzione, ingegneria del suono, missaggio
- Peter Mack – ingegneria aggiuntiva
- Derrick Stockwell – assistenza tecnica
- Howie Weinberg – mastering